# Milunka Lazarević
Milunka Lazarević (verheiratete Milunka Marković; geboren am 1. Dezember 1932 in Šantarovac (heute eingemeindet nach Jagodina); gestorben am 15. Dezember 2018 in Belgrad) war eine jugoslawische, später serbische Schachspielerin.
Vater und Bruder von Milunka Lazarević waren begeisterte Schachspieler, mit 14 Jahren begann sie selbst mit dem Schachspiel. Da die Schacholympiade 1950 in Dubrovnik stattfand, stieg das Interesse am Schach in Jugoslawien enorm, und die Schachjugend wurde intensiv gefördert. 1950 trat Milunka Lazarević dem Schachklub Novi Sad bei. Zwischen 1952 und 1982 wurde sie elfmal jugoslawische Landesmeisterin im Schach. Sie vertrat ihr Land bei sechs Schacholympiaden der Frauen jeweils am ersten Brett. Dabei errang sie 1963 in Split mit Jugoslawien die Silbermedaille nur einen halben Punkt hinter der Sowjetunion. Ihr größter Erfolg war der geteilte Sieg beim Kandidatenturnier der Frauen 1964 in Sochumi gemeinsam mit Alla Kuschnir und Tatjana Satulowskaja. Den anschließenden Stichkampf um den Einzug ins WM-Finale gegen Nona Gaprindaschwili beendete sie als Zweite hinter Alla Kuschnir. 1976 wurde sie Großmeisterin der Frauen.
Milunka Lazarević war auch eine international anerkannte Schachjournalistin, internationale Schiedsrichterin und Schachfunktionärin. Insbesondere setzte sie sich im Weltverband FIDE für die Förderung des Frauenschachs ein.